# Marcel Ferrières
Pour les articles homonymes, voir Ferrières.
Marcel Ferrières, né le 2 août 1897 dans le 17ème arrondissement de Paris et mort le 31 juillet 1977 à Coulanges (Loir-et-Cher), est un résistant, membre du mouvement Libération-Nord et du réseau Cohors.

## Biographie
Il a une petite sœur, Alice, qui est la première Française à recevoir, en 1964, la médaille des Justes parmi les nations, pour son action pour aider des juifs pendant la Seconde Guerre mondiale, lorsqu'elle était professeur de mathématiques à Murat (Cantal).
Marcel Ferrières est le beau-frère de Jean Cavaillès et le mari de Gabrielle Ferrières.
Il est polytechnicien (X 1916). Avant la guerre, il était directeur du service des ventes de la Seita de la région parisienne,.
Il rejoint le mouvement de Résistance Libération-Nord créé par Christian Pineau et Jean Cavaillès et devient chef du service des renseignements économiques. Sous le nom de Barafort, il participe régulièrement à la rédaction du journal Libération où il signe des articles à caractère économique.
Jean Cavaillès crée en 1942, à la demande du BCRA, le réseau Cohors et demande à ses proches d'en constituer les premiers cadres. C'est ainsi que Marcel Ferrières rejoint le réseau Cohors et réunit autour de lui amis et collègues dont plusieurs issus de l'École polytechnique.
Il est arrêté le 28 août 1943 à Paris en même temps que Jean Cavaillès et est déporté à Buchenwald. Il occupe le Block 56 dans le Petit camp. Au sein du Comité des intérêts français présent dans le camp, il représente le réseau Cohors. Il est rapatrié de Buchenwald le 18 avril 1945.
« Polytechnicien, ingénieur des tabacs, il avait, dès 1940, formé un groupe d'hommes de premier plan très bien placés pour obtenir des renseignements sur la collaboration économique avec les allemands. Il fut au réseau "Cohors" le chef efficace du service des renseignements économiques. Arrêté en même temps que son beau-frère, il connut les souffrances des camps de concentration. Malgré une santé précaire, il lutta avec acharnement contre la déchéance physique. Toujours plein de confiance et d'optimisme, il soutint le moral de ses compagnons même dans les pires moments. Il eut le bonheur, après la libération du camp de Buchenwald de retrouver, saine et sauve, à Paris, sa chère épouse, internée pourtant pendant plusieurs mois, mais aussi la douleur d'y apprendre le sort tragique qui avait été réservé à son héroïque beau-frère. »
— Jean Ogliastro, in « Jean Cavaillès, chef du réseau Cohors »

## Distinction
- Médaille de la Résistance française (décret du 31 mars 1947)

### Sources
- Collectif, Jean Cavaillès : philosophe, résistant (Colloque d'Amiens, septembre 1984), éd. CNDP et CRDP d'Amiens, septembre 1985, 97 p. (lire en ligne)
- François Marcot (dir.), Bruno Leroux et Christine Levisse-Touzé, Dictionnaire historique de la Résistance, Paris, éd. Robert Laffont, coll. « Bouquins », avril 2006, 1 188 (ISBN 978-2-221-09997-1)
- Olivier Lalieu (préf. Jorge Semprún), La Résistance française à Buchenwald, éd Tallandier, coll. « Texto », janvier 2012 (1re éd. 2005), 444 p. (ISBN 978-2-847-34855-2)